# Ústavní zákon o bezpečnosti České republiky
Ústavní zákon o bezpečnosti České republiky č. 110/1998 Sb. je ústavní zákon, který upravuje zajištění bezpečnosti České republiky prostřednictvím regulace krizových stavů – nouzového stavu, stavu ohrožení státu a válečného stavu. Dále zřizuje Bezpečnostní radu státu a umožňuje zkrácené projednávání vládních návrhů zákonů ve stavu ohrožení státu nebo válečného stavu. Je součástí ústavního pořádku České republiky.

## Obsah
Ve své úvodní části tento ústavní zákon stanovuje, že „Zajištění svrchovanosti a územní celistvosti České republiky, ochrana jejích demokratických základů a ochrana životů, zdraví a majetkových hodnot je základní povinností státu.“ Dále je uvedeno, že bezpečnost České republiky zajišťují ozbrojené síly (Armáda ČR), ozbrojené bezpečnostní sbory (kam patří Policie ČR, Celní správa ČR a Vezeňská služba ČR), záchranné sbory (Hasičský záchranný sbor ČR, Zdravotnická záchranná služba a další složky IZS) a havarijní služby.
Ústavní zákon dále upravuje zkrácené jednání o návrzích zákonů. Po dobu stavu ohrožení státu nebo válečného stavu může vláda požadovat, aby Parlament projednal vládní návrh zákona ve zkráceném jednání, což znamená, že Poslanecká sněmovna se o návrhu usnese do 72 hodin od jeho podání a Senát do 24 hodin poté, co mu jej sněmovna postoupí. Jestliže se Senát v této lhůtě nevyjádří, platí, že je návrh zákona přijat. Takto přijatý zákon nemůže prezident republiky vrátit do sněmovny. Ve zkráceném jednání však nemůže vláda předložit návrh ústavního zákona.
Dále ústavní zákon zřizuje Bezpečnostní radu státu jako stálý pracovní orgán vlády a stanovuje, že pokud po dobu nouzového stavu, stavu ohrožení státu nebo válečného stavu podmínky na území České republiky neumožní konat volby ve lhůtách, které jsou stanoveny pro pravidelná volební období, lze zákonem lhůty prodloužit, nejdéle však o šest měsíců.

## Historie
Ústavní zákon o 13 článcích byl přijat a nabyl účinnosti v roce 1998. První novela byla přijata v souvislosti s novelizací Ústavy v roce 2000 jako ústavní zákon č. 300/2000 Sb., šlo o zpřesnění čl. 11, který reguluje pravomoci Senátu v době, kdy je rozpuštěna Poslanecká sněmovna.

### Novelizace 2017
Roku 2017 byla navržena další novela zákona, a to jako iniciativa skupiny poslanců a dále projednávána jako sněmovní tisk č. 1021. Poslanecká sněmovna ji schválila 28. června 2017. Smyslem návrhu je doplněním čl. 3 zakotvit ústavní právo občanů podílet vlastními zbraněmi na zajišťování bezpečnosti státu.